# 金佐鎮
金 佐鎮（きん さちん、1889年旧暦11月24日 - 1930年1月24日）は朝鮮の独立運動家。字は明汝、号は白冶。大倧教徒でもあった。

## 生涯
忠清道洪城郡葛山面の出身。本貫は新安東金氏で、16世紀から17世紀にかけて活躍した文人金尚容から11代孫に当たる。3歳の頃に父・金衡圭を亡くし、金徳圭に育てられる。1905年大韓帝国陸軍武官学校に入学し、1907年卒業。しかし参尉（少尉）任官とはならなかったと思われ、洪城に帰郷、自ら「湖明学校」を設立したり、大韓協会、畿湖興学会などの愛国啓蒙運動を支援したりしていた。1909年には「漢城新報」取締役となる。1910年の併合後、独立運動に身を投じるようになり、漢城の観水洞にダミー会社「怡昌洋行」を設立して義兵活動の資金調達を図るが、間もなく日本当局の手が入った。そこで今度は海外に拠点を移すべく富裕層の寄付を集うが、1911年、親族に寄付を求めたところで足が付き西大門刑務所に投獄される。1913年に釈放後、1916年に盧伯麟・申鉉大らと大韓光復団に加入。
満州に逃亡後、徐一らとともに北路軍政署を組織。新民府の幹部として満州において独立軍の一派を組織し、1920年10月青山里戦闘などで戦闘の指揮を執った。密山県にて池青天の韓国独立軍、洪範図の大韓独立軍、具春先の間島国民会、李範允の義軍府らを合併し大韓独立軍団を形成するもほどなく瓦解し、自由市惨変でソ連を追われ満州に戻る。
金佐鎮と金奎植ら600人は、農民に寄食していたものの、武器・資金に事欠き、この際武装活動を辞めて寧安県・密山県地方で農民に転向するため、1922年末ごろ資金援助をハルビンの山内四郎総領事に求めてきたことが、1923年3月18日外務大臣宛に報告されている。しかし外務省は難しいと回答。
1925年、軍事委員長兼司令職を兼任し新民府を創建した。また、城東士官学校を立て、副校長として精鋭士官養成に心血を注いだ。この時、大韓民国臨時政府国務委員に任命されたが就任せず、独立軍養成に専念した。
1928年、韓国唯一独立党を組織し、1929年在満漢族総連合会（漢族総連）主席となった。この過程で、民族主義系と共産主義系の間の衝突が激化し、1930年1月24日、漢族総連の精米工場にて高麗共産青年会に所属していた元部下の朴尚実（李福林とも）に銃撃され死去。
愼鏞廈ソウル大名誉教授は、暗殺の背後に朝鮮共産党（旧上海派）の在満下部組織「赤旗団」の存在を指摘している。また、臨時政府国務総理室秘書を務めた李康勲らより、女流プロレタリア作家の姜敬愛と内縁関係にあった青年会員の金奉煥が哈爾浜領事館警察に懐柔され、朴尚実に暗殺を教唆したとの説がしばし成されていたが、明白な証拠は未だ確認されていない。この他にも、後述する新民府の略奪行動に対する報復という見方もあり、議論の余地は大きい。

## 評価
- 1962年、建国勲章大韓民国章を叙勲。独立有功者、「青山里大捷」を導いた「金佐鎮将軍」として知られる。
- 共産主義者によって暗殺されたため、戦後の反共政策にのっとり、韓国での評価は高く、一方北朝鮮および中国では評価が低かった。しかし実際には青山里戦闘そのものが、きわめて誇張された話であると考えられている。しかしこれは大韓民国の「建国神話」の中核でもあり、政治的問題から韓国において歴史的な検証はほとんど進んでいなかった。[7] ただし、1990年代以降は独立運動勢力の研究が進み、金佐鎮の暗殺の背景が単なる政治的衝突とは言い難いこと、沿海州の農民から略奪を繰り返し彼らから「魔王」、「暴君」と呼ばれ蔑まれていたこと[8][9] などが明らかとなっており、近年の評価が必ずしもこれまでと同一とは言い難い。
- 金完燮はインターネット上で、「金佐鎮は李氏朝鮮時代ならまさに山賊一味の頭目」「金佐鎮のせがれは、国会で肥溜めの中身を撒いたりしたやくざ者」と言及した。2006年2月22日、孫で女優のキム・ウルドンは、金完燮を名誉毀損罪でソウル中央地検に告訴した。またキム・ウルドンは2008年8月、独立有功者礼遇に関する法律改正案を建議し、名誉を傷つけた者に対しての罰則・罰金の強化を主張した[10]。

## 親族
金佐鎮には少なくとも4人の妻がおり、その子孫は多い。中でも金斗漢とその娘の金乙東はともに国会議員となり、韓国の社会に大きな影響力を持った。その孫のソン・イルグクは俳優となり、彼の子の三つ子（テハン、ミング、マンセ）はお茶の間で大人気となった。だが、金斗漢が本当に金佐鎮の息子だったのかは今でもしばしば議論となる。また、80年代以降、新たに子孫と名乗る人物が数名現れた事もある。
曾孫のキム・ドヒョン中尉 は、2006年に徴兵され陸軍39師団憲兵隊に所属、兵長で除隊後、国軍サイバー司令部附の空軍副士官として再入隊し、更に海軍将校になるという「三軍三身分」を経験した極めて珍しい経歴を持つ。
- 従兄：金玉均（開化派）
- 弟：金東鎭（朝鮮語版）
- 妻：呉淑根（朝鮮語版）
- 妻：金桂月
  - 息子：金斗漢（任侠、国会議員）
  - 嫁：李載熙
    - 孫：キム・ウルドン（金乙東/女優、国会議員）
      - 曾孫：ソン・イルグク（宋一国/俳優）
      - 曾孫：ソン・ソンイ（朝鮮語版）（女優）

    - 孫：金慶珉（朝鮮語版）（社会活動家）
- 妻：羅慧国（朝鮮語版）
- 曾孫：キム・ドヒョン（海軍中尉、海軍士官候補生118期）
- 族弟：金宗鎭